# Eupogonius hagmanni
Eupogonius hagmanni es una especie de escarabajo longicornio del género Eupogonius, tribu Desmiphorini, subfamilia Lamiinae. Fue descrita científicamente por Melzer en 1927.

## Descripción
Mide 5,5-6 milímetros de longitud.

## Distribución
Se distribuye por Brasil y Paraguay.